# ピエール＝シャルル・ルイ

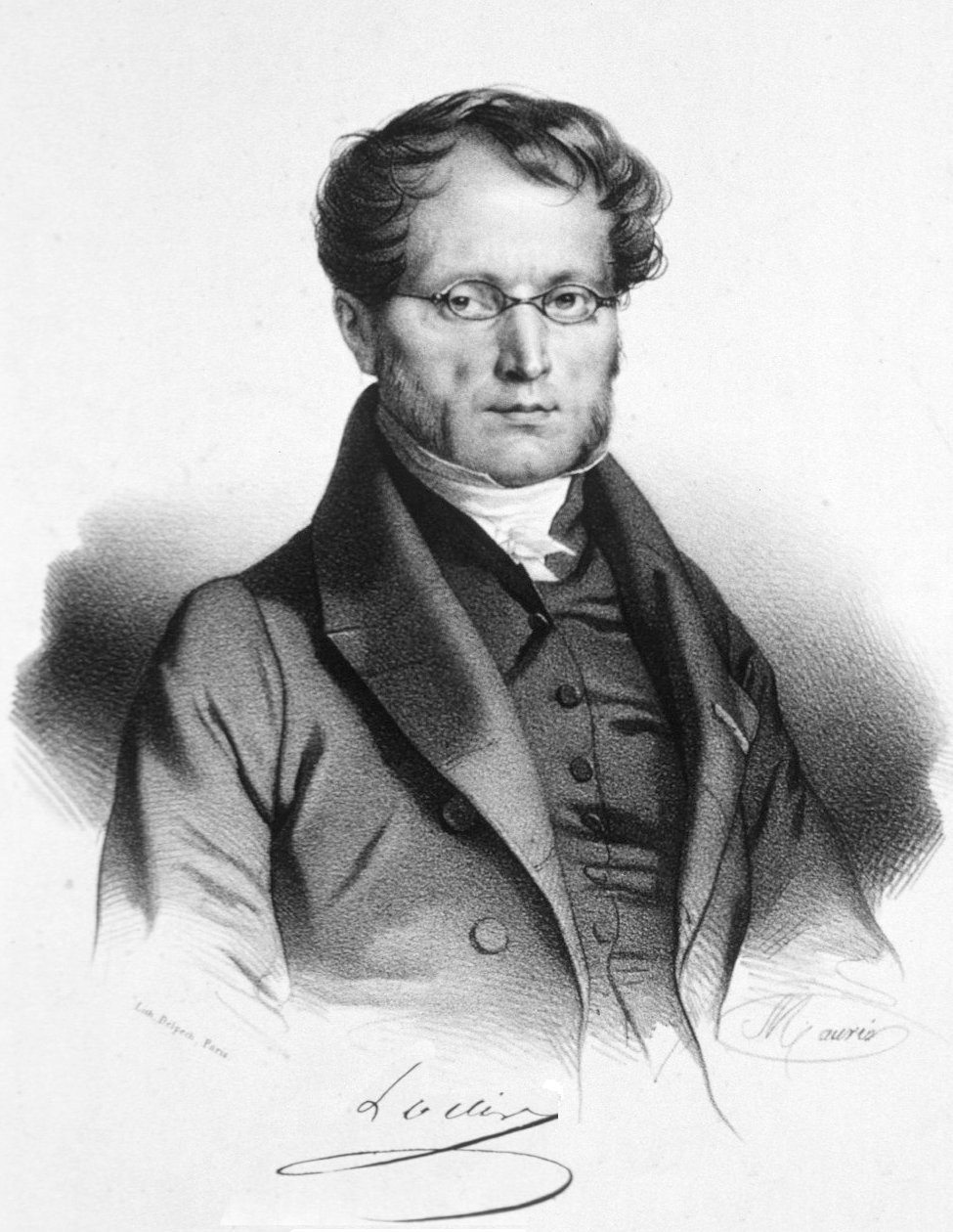
Pierre Charles Alexandre Louis

ピエール＝シャルル・アレクサンドル・ルイ（Pierre-Charles Alexandre Louis、1787年4月14日 – 1872年8月22日）は、フランスの医師である。医学の研究に統計の概念を導入し、結核や腸チフスの治療に当時広く行われた瀉血法の効果のないことを示した。

## 生涯
マルヌ県のアイに生まれた。ランスとパリで医学を学び、サンクトペテルブルク大学で医師の免許を得て、オデッサで医師として働いた。1820年パリに戻り、オテル・ディユー病院とピチエ病院で医師として働いた。臨床病理と剖検記録をもとに研究し、1828年"Recherche sur les effets de la saignée dans plusieurs maladies inflammatoires"を発表し、瀉血法が病気の治療に有効でないことを示した。1835年の著書"Recherches sur les effets de la saignée dan quelques maladies inflammatoires, et sur l’action de l’émétique et des vésicatoires dans la pneumonie."とともに、数値的方法によって、治療の効果を評価する方法の先駆者であった。
ルイの研究や有名であった医師フランシス・ジョセフ・ヴィクトール・ブルセ（François-Joseph-Victor Broussais）が、瀉血による治療で、時の首相カシミール・ピエール・ペリエ（Casimir Pierre Périer）を死なせたことで、フランスでの瀉血治療は衰退していくこととなった。